# Рагівська сільська рада
| Рагівська сільська рада — колишній орган місцевого самоврядування у Поліському районі Київської області з адміністративним центром у с. Рагівка. Історична дата утворення: в 1936 році. Водоймища на території, підпорядкованій даній раді: річка Смолянка. Сільській раді підпорядковані населені пункти: - с. Рагівка |

## Склад ради
Рада складається з 14 депутатів та голови.

### Керівний склад ради
| ПІБ                        | Основні відомості                                                                     | Дата обрання | Дата звільнення |
| -------------------------- | ------------------------------------------------------------------------------------- | ------------ | --------------- |
| Хорольська Любов Федорівна | Сільський голова, 1959 року народження, освіта, член Соціалістичної партії України    | 26.03.2006   | 31.10.2010      |
| Хорольська Любов Федорівна | Сільський голова, 1959 року народження, освіта середня загальна, член Партії регіонів | 31.10.2010   |                 |

Примітка: таблиця складена за даними джерела